# Jean-Marie Grezet
Jean-Marie Grezet (Le Locle, 16 januari 1959) is een voormalig Zwitsers wielrenner.

## Levensloop en carrière
Grezet werd prof in 1981. In 1982 trok hij zich terug uit de Ronde van Frankrijk vooraleer deze begonnen was. In 1984 behaalde hij hier een 13de plaats in het algemene klassement. In 1983 werd Grezet tweede in Parijs-Nice.

## Resultaten in voornaamste wedstrijden
| Jaar | Ronde van Italië | Ronde van Frankrijk | Ronde van Spanje |
| ---- | ---------------- | ------------------- | ---------------- |
| 1981 |                  |                     |                  |
| 1982 |                  | opgave              |                  |
| 1983 |                  | opgave              |                  |
| 1984 |                  | 13e                 |                  |
| 1985 |                  |                     |                  |
| 1986 | opgave           |                     |                  |

| Jaar | Milaan-San Remo | Gent-Wevelgem | Parijs-Roubaix | Luik-Bast.‑Luik | Ronde van Lombardije |
| ---- | --------------- | ------------- | -------------- | --------------- | -------------------- |
| 1981 |                 |               |                |                 | 4e                   |
| 1982 |                 | 46e           |                | 8e              | 7e                   |
| 1983 | 55e             |               |                | 23e             | 27e                  |
| 1984 |                 |               | 31e            | 21e             |                      |
| 1985 | 119e            |               |                | 64e             | 29e                  |
| 1986 |                 |               |                |                 |                      |